# Alvdal
Alvdal est une commune norvégienne située dans le comté d'Innlandet. Elle fait partie de la région de Østerdalen.

## Géographie

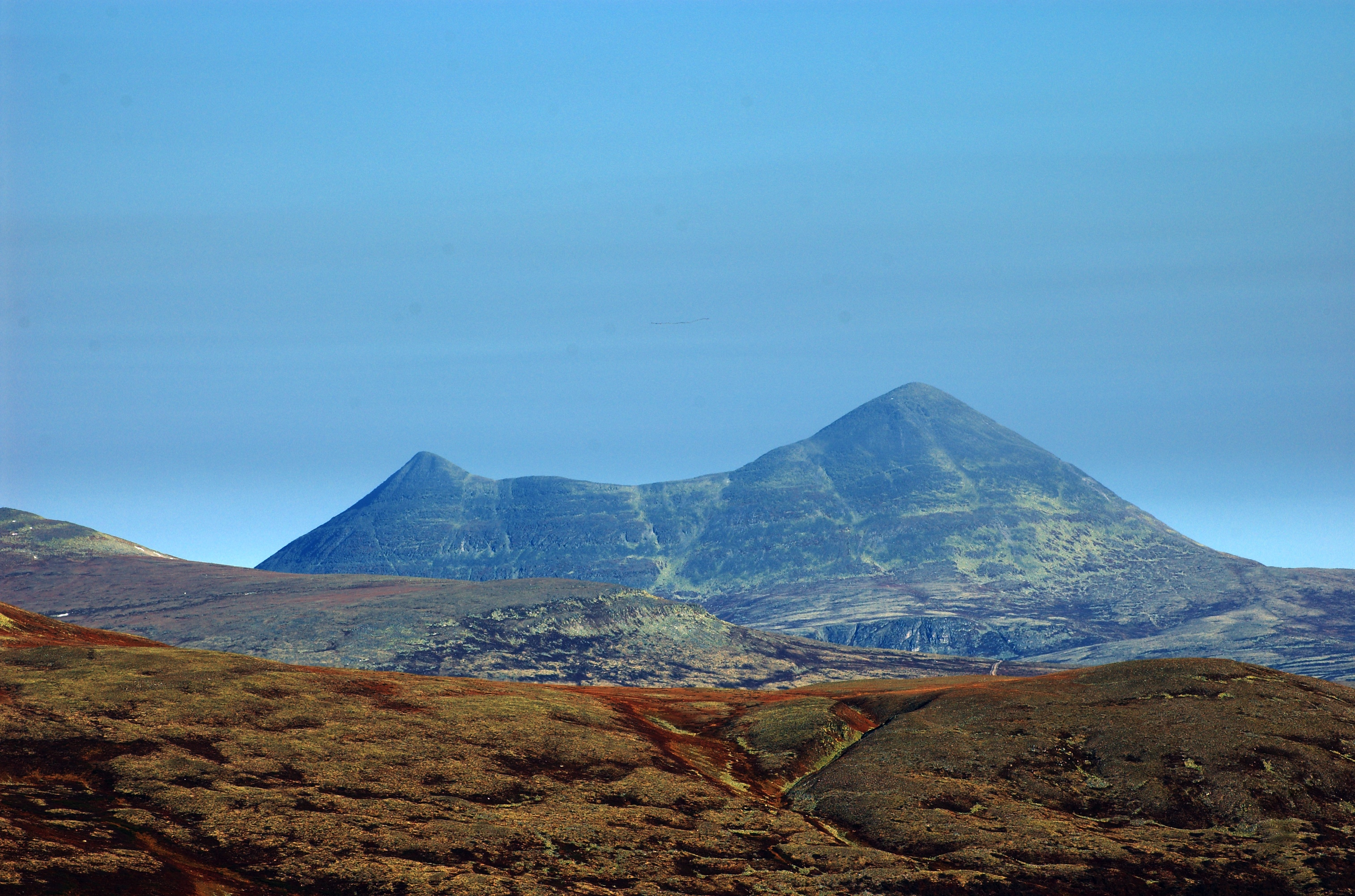
Le Storsølnkletten

La commune s'étend sur 942,15 km2 dans le nord du comté. Son territoire principalement montagneux culmine à 1 827 m au Storsølnkletten.

### Transports
La commune est desservie par une gare de la ligne de Røros.